# Bumiayu (Bumiayu)
Bumiayu is een bestuurslaag in het regentschap Brebes van de provincie Midden-Java, Indonesië. Bumiayu telt 12.088 inwoners (volkstelling 2010).